# Fotolux
Fotolux é uma empresa portuguesa especializada em fotografia documental de casamentos, fundada por Valter Antunes e Paula Antunes. Sediada perto de Lisboa, a Fotolux ganhou notoriedade nacional e internacional pelo seu estilo autêntico e não encenado, captando momentos reais de forma discreta e emocional.
Desde a sua fundação, a Fotolux já fotografou casamentos um pouco por todo o mundo, nomeadamente, Portugal, Estados Unidos, Inglaterra, Itália, Escócia, França, Suíça, Luxemburgo e Espanha, sendo considerada uma referência na fotografia de casamento contemporânea.

## História
A Fotolux foi fundada por Valter Antunes, fotógrafo premiado e músico profissional, em parceria com a sua esposa, Paula. O projeto nasceu quando Valter comprou uma câmara fotográfica para registar momentos dos seus filhos. A paixão pela fotografia evoluiu rapidamente para uma carreira profissional, focada exclusivamente em casamentos.
Com um estilo inspirado no fotojornalismo e na estética cinematográfica, a Fotolux destacou-se pela forma como documenta casamentos com honestidade e emoção, evitando poses forçadas ou encenação.

## Estilo e Filosofia
A abordagem da Fotolux é centrada na fotografia documental, também conhecida como wedding reportage. A equipa procura captar momentos reais e autênticos, privilegiando a espontaneidade em vez da direção ou encenação. Este estilo é frequentemente descrito como íntimo, emocional e visualmente impactante.

## Valter Antunes
Valter Antunes é fotógrafo e músico profissional. Estudou música na BRIT School e na University of Westminster, em Londres. É irmão do cantor e compositor português David Antunes, e é baixista da banda David Antunes & The Midnight Band, com a qual atua regularmente.
Paralelamente à carreira musical, construiu um percurso de sucesso na fotografia de casamentos, sendo reconhecido como um dos fotógrafos mais premiados do setor.

## Prémios e Reconhecimento
A Fotolux e Valter Antunes receberam vários prémios internacionais de fotografia, incluindo:
- European Wedding Photographer of the Year 2020 pela FEP (Federation of European Photographers)
- Photographer of the Year 2021 pelo portal This is Reportage
- Fotógrafo Português do Ano 2019[2]
- Medalha de ouro na World Photographic Cup 2025 na categoria Wedding Reportage[3]
- Nomeado para Melhor Fotógrafo Internacional de Casamentos[4]
- Membro da equipa nacional portuguesa na World Photographic Cup durante sete anos consecutivos
- Presença contínua no Top 10 da Fearless Photographers[5]

O trabalho da Fotolux tem sido destacado em várias publicações internacionais e conferências do setor, incluindo a Fearless Masters Conference, onde Valter é orador convidado.

## Conferências e Palestras
Em 2026, Valter Antunes será orador com a palestra “F*ck the Golden Hour”, onde defende uma fotografia baseada em momentos reais, criticando a obsessão pela chamada “golden hour”.

## Presença Internacional
A Fotolux tem uma forte presença internacional, tendo fotografado casamentos em França, Itália, Espanha, Reino Unido, Luxemburgo, Suíça, Escócia e Estados Unidos da América.

## Rebranding
Em 2025, a Fotolux iniciou um processo de rebranding, apresentando um novo logótipo e identidade visual. A nova imagem aposta numa tipografia moderna, minimalista e com um toque de luxo.